# 105-й Конгресс США
Сто пя́тый Конгре́сс Соединенных Штатов действовал в Вашингтоне с 3 января 1997 года по 3 января 1999 года в период пятого и шестого года президентства Билла Клинтона. Распределение мест в Палате представителей было основано на двадцать первой переписи населения США в 1990 году. Обе палаты имели республиканское большинство. Именно в данном Конгрессе в 1998 году президенту Клинтону объявлен импичмент Палатой представителей США.

## Важные события
- 20 января 1997 г. — начало второго президентского срока Билла Клинтона;
- 18 мая 1998 г. — решение по делу США против Microsoft;
- 7 августа 1998 г. — взрывы в посольстве США;
- 19 декабря 1998 г. — импичмент Билла Клинтона.

## Наиболее важные законы
- Резолюция Бэрда — Хейгела (1997);
- Закон о налоговых льготах (1997);
- Закон об усыновлении и безопасных семьях (1997);
- Закон о модернизации Управления по контролю за продуктами питания и лекарствами (1997);
- Закон о транспортном равенстве для 21-го века (1998);
- Закон о реструктуризации и реформе налоговой службы (1998);
- Закон о защите конфиденциальности детей в Интернете (1998);
- Закон о продлении срока охраны авторских прав (1998);
- Закон об авторском праве в цифровую эпоху (1998);
- Закон об освобождении Ирака (1998);
- Закон о единых стандартах судебного разбирательства по ценным бумагам (1998)